# 矢島立軒
矢島 立軒（やじま りゅうけん、文政9年3月23日（1826年4月29日） - 明治4年10月23日（1871年12月5日））は、幕末の儒学者、福井藩士。諱は剛、字は毅侯。通称・恕介。
福井藩士・矢島俊吉の次男として越前国福井に生まれる。若くして東上して安積艮斎の門に入り、同時に塩谷宕陰や藤森天仙にも師事した。帰藩後は藩内で名声を得ていた吉田東篁に学び安政3年（1856年）福井藩の藩校明道館の講究士・助教・都講を勤め、万延元年（1860年）には侍読となった。自身は病弱で妻帯せず、明治4年（1871年）に没した際には、甥の洵一が継いだ。
物欲に淡白で、自邸の庭には数百の桜を植え、数千の書物を貯蔵していたという。周易・論語を好んだが、一方で文学に優れた。また藩主松平春嶽は福井藩の学問の祖として、師である吉田東篁、同門の橋本左内と並べて賞している。藩校では崎門派を好まず、研究について指導した。